# Epileren

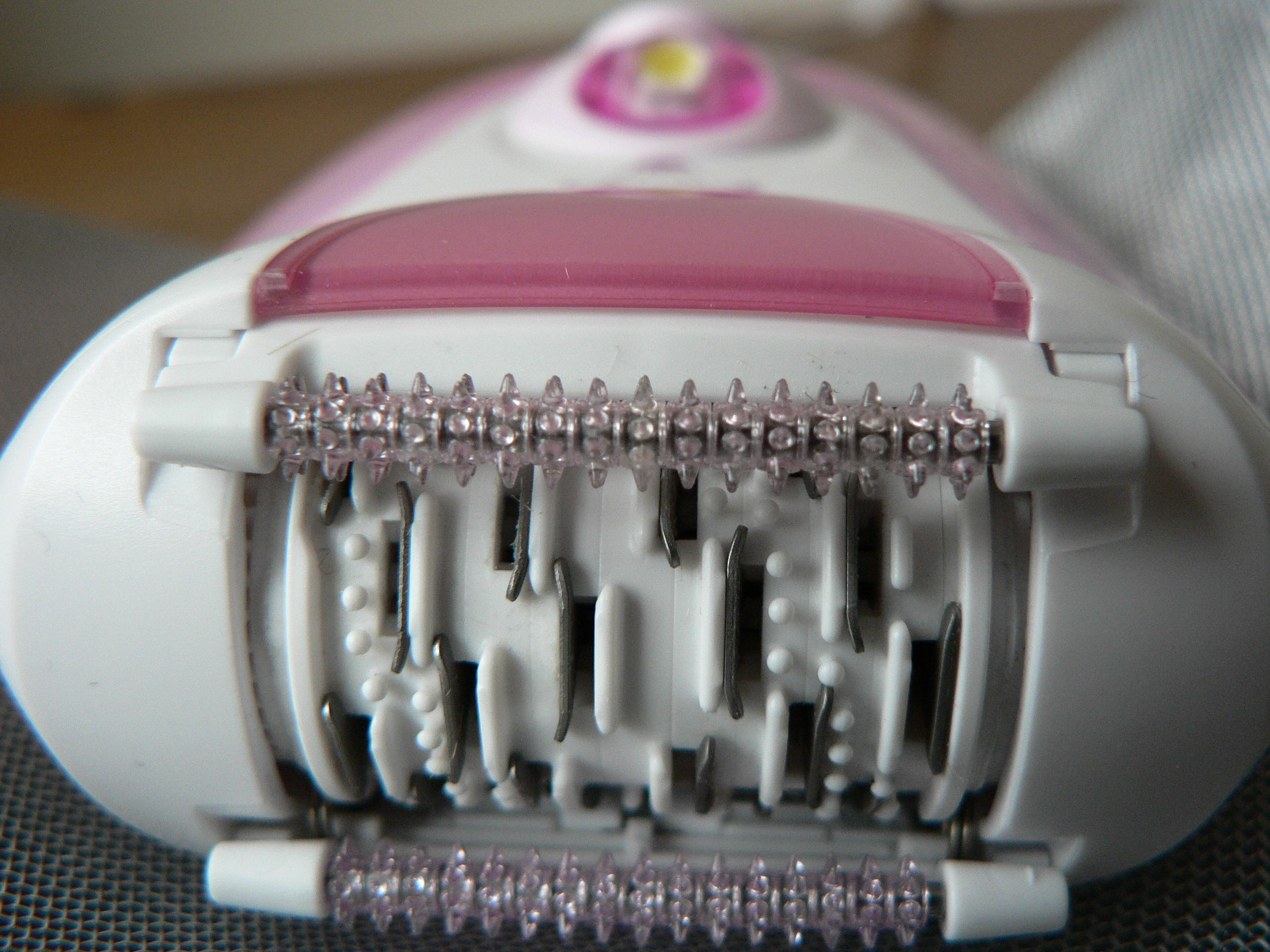
de tangetjes draaien rond en openen en sluiten zich afwisselend

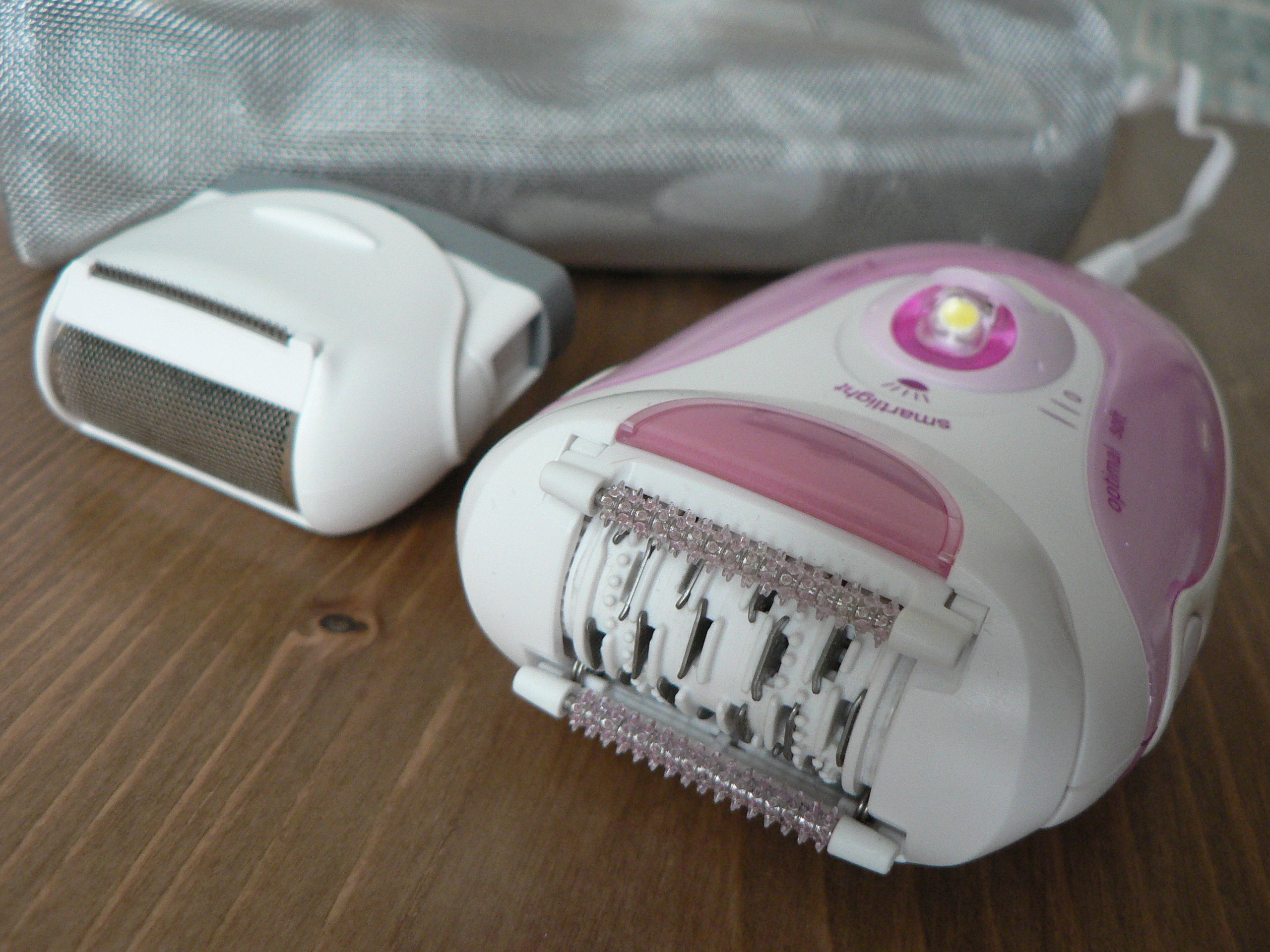
epileertoestel met lichtje om de haartjes beter te zien

Epileren is het verwijderen van haar met inbegrip van de haarwortel. De bedoeling is dat een haar lang wegblijft en niet als een stoppeltje terugkomt.
Het verwijderen van haar kan met een pincet, met was of hars of met een (elektrisch) epileerapparaat dat met kleine pincetjes of tangetjes automatisch haartjes uittrekt. Van oudsher wordt in het Midden-Oosten ook met touw onthaard.
Epileren gebeurt op plekken waar haargroei weliswaar gewoon, maar minder gewenst is (wenkbrauwen, armen, benen, bikinilijn), en op plekken waar deze ongewoon en daarom ongewenst is, zoals op de bovenlip, kin en wangen van een vrouw.
Een geëpileerd haartje kan teruggroeien. Als men wil dat een haar definitief verdwijnt, kan men hem bij de wortel "verbranden", door hem te laten laseren. De haartjes kunnen na het epileren ook wegblijven terwijl dit niet de bedoeling was. Met permanente make-up kunnen er weer haartjes getekend worden, zodat de wenkbrauw voor een paar jaar weer een mooie vorm krijgt.